# Bundestagswahlkreis Bitburg
Der Wahlkreis Bitburg (Wahlkreis 201; bis zur Bundestagswahl 2021 Wahlkreis 202) ist ein Bundestagswahlkreis in Rheinland-Pfalz. Er umfasst den Eifelkreis Bitburg-Prüm, den Landkreis Vulkaneifel und den Nordteil des Landkreises Bernkastel-Wittlich mit der Stadt Wittlich, der Verbandsgemeinde Wittlich-Land sowie den Gemeinden Bausendorf, Bengel, Diefenbach, Flußbach, Hontheim, Kinderbeuern, Kinheim, Kröv, Reil und Willwerscheid der Verbandsgemeinde Traben-Trarbach. Der Wahlkreis, der bis 1965 Prüm hieß, wurde bisher stets von den Direktkandidaten der CDU gewonnen.

## Wahlkreisgeschichte
| Wahl      | Wahlkreisname | Gebiet |
| --------- | ------------- | --- |
| 1949      | 06 Prüm       | Landkreis Bitburg, Landkreis Prüm, Landkreis Daun, Landkreis Wittlich |
| 1953–1961 | 153 Prüm      | Landkreis Bitburg, Landkreis Prüm, Landkreis Daun, Landkreis Wittlich |
| 1965–1976 | 153 Bitburg   | Landkreis Bitburg-Prüm, Landkreis Daun, vom Landkreis Bernkastel-Wittlich die Stadt Wittlich sowie die Verbandsgemeinden Kröv-Bausendorf, Manderscheid und Wittlich-Land |
| 1980–1998 | 151 Bitburg   | Landkreis Bitburg-Prüm, Landkreis Daun, vom Landkreis Bernkastel-Wittlich die Stadt Wittlich sowie die Verbandsgemeinden Kröv-Bausendorf, Manderscheid und Wittlich-Land |
| 2002      | 205 Bitburg   | Landkreis Bitburg-Prüm, Landkreis Daun, vom Landkreis Bernkastel-Wittlich die Stadt Wittlich sowie die Verbandsgemeinden Kröv-Bausendorf, Manderscheid und Wittlich-Land |
| 2005      | 204 Bitburg   | Landkreis Bitburg-Prüm, Landkreis Daun, vom Landkreis Bernkastel-Wittlich die Stadt Wittlich sowie die Verbandsgemeinden Kröv-Bausendorf, Manderscheid und Wittlich-Land |
| 2009–2013 | 203 Bitburg   | Eifelkreis Bitburg-Prüm, Landkreis Vulkaneifel, vom Landkreis Bernkastel-Wittlich die Stadt Wittlich sowie die Verbandsgemeinden Kröv-Bausendorf, Manderscheid und Wittlich-Land |
| 2017–2013 | 202 Bitburg   | Eifelkreis Bitburg-Prüm, Landkreis Vulkaneifel, vom Landkreis Bernkastel-Wittlich die Stadt Wittlich, Verbandsgemeinde Wittlich-Land sowie die Gemeinden Bausendorf, Bengel, Diefenbach, Flußbach, Hontheim, Kinderbeuern, Kinheim, Kröv, Reil, Willwerscheid der Verbandsgemeinde Traben-Trarbach |
| 2025–     | 201 Bitburg   | Eifelkreis Bitburg-Prüm, Landkreis Vulkaneifel, vom Landkreis Bernkastel-Wittlich die Stadt Wittlich, Verbandsgemeinde Wittlich-Land sowie die Gemeinden Bausendorf, Bengel, Diefenbach, Flußbach, Hontheim, Kinderbeuern, Kinheim, Kröv, Reil, Willwerscheid der Verbandsgemeinde Traben-Trarbach |

## Wahlkreisabgeordnete
| Wahl | Abgeordneter | Abgeordneter         | Partei | Stimmen in % |
| ---- | ------------ | -------------------- | ------ | ------------ |
| 1949 |              | Matthias Joseph Mehs | CDU    |              |
| 1953 |              | Hans Richarts        | CDU    |              |
| 1957 |              | Hans Richarts        | CDU    |              |
| 1961 |              | Hans Richarts        | CDU    |              |
| 1965 |              | Hans Richarts        | CDU    |              |
| 1969 |              | Hans Richarts        | CDU    |              |
| 1972 |              | Alois Mertes         | CDU    |              |
| 1976 |              | Alois Mertes         | CDU    |              |
| 1980 |              | Alois Mertes         | CDU    |              |
| 1983 |              | Alois Mertes         | CDU    |              |
| 1987 |              | Peter Rauen          | CDU    |              |
| 1990 |              | Peter Rauen          | CDU    |              |
| 1994 |              | Peter Rauen          | CDU    |              |
| 1998 |              | Peter Rauen          | CDU    |              |
| 2002 |              | Peter Rauen          | CDU    |              |
| 2005 |              | Peter Rauen          | CDU    |              |
| 2009 |              | Patrick Schnieder    | CDU    | 46,1         |
| 2013 | 56,0         | Patrick Schnieder    | CDU    |              |
| 2017 | 51,2         | Patrick Schnieder    | CDU    |              |
| 2021 | 37,8         | Patrick Schnieder    | CDU    |              |
| 2025 | 40,2         | Patrick Schnieder    | CDU    |              |

## Wahlergebnisse

### Bundestagswahl 2025
| Kandidaten                                             | Kandidaten                     | Parteien/Listen       | Erststimmen | Erststimmen | Zweitstimmen | Zweitstimmen |
| Kandidaten                                             | Kandidaten                     | Parteien/Listen       | Stimmen     | %           | Stimmen      | %            |
| ------------------------------------------------------ | ------------------------------ | --------------------- | ----------- | ----------- | ------------ | ------------ |
|                                                        | Lena Werner                    | SPD                   | 27.098      | 20,4        | 22.635       | 16,9         |
|                                                        | Patrick Schniedergewählt im WK | CDU                   | 53.459      | 40,2        | 48.897       | 36,6         |
|                                                        | Stephan Lequen                 | Bündnis 90/Die Grünen | 7.362       | 5,5         | 10.070       | 7,5          |
|                                                        | Anna Röhl                      | FDP                   | 4.155       | 3,1         | 6.041        | 4,5          |
|                                                        | Boris Schnee                   | AfD                   | 22.265      | 16,7        | 23.936       | 17,9         |
|                                                        | Klaus Becker                   | Die Linke             | 4.893       | 3,7         | 6.626        | 5,0          |
|                                                        | Rudolf Rinnen                  | Freie Wähler          | 11.825      | 8,9         | 7.030        | 5,3          |
|                                                        | –                              | Tierschutzpartei      | –           | –           | 1.479        | 1,1          |
|                                                        | –                              | Die PARTEI            | –           | –           | 580          | 0,4          |
|                                                        | Clara Lehnertz                 | Volt                  | 1.918       | 1,4         | 870          | 0,7          |
|                                                        | –                              | ÖDP                   | –           | –           | 262          | 0,2          |
|                                                        | –                              | MLPD                  | –           | –           | 16           | 0,0          |
|                                                        | –                              | Bündnis Deutschland   | –           | –           | 191          | 0,1          |
|                                                        | –                              | BSW                   | –           | –           | 4.983        | 3,7          |
| Gesamt                                                 | Gesamt                         | Gesamt                | 132.975     | 100         | 133.616      | 100          |
|                                                        |                                |                       |             |             |              |              |
| Ungültige Stimmen                                      | Ungültige Stimmen              | Ungültige Stimmen     | 1.558       | 1,2         | 917          | 0,7          |
| Wähler                                                 | Wähler                         | Wähler                | 134.533     | 83,3        | 134.533      | 83,3         |
| Wahlberechtigte                                        | Wahlberechtigte                | Wahlberechtigte       | 161.542     |             | 161.542      |              |
|                                                        |                                |                       |             |             |              |              |
| Quellen: Die Bundeswahlleiterin, Kandidaten – Ergebnis |                                |                       |             |             |              |              |

### Bundestagswahl 2021
Die Bundestagswahl 2021 fand am Sonntag, dem 26. September 2021, statt.
| Direktkandidat          | Partei           | Erststimmen in % | Zweitstimmen in % |
| ----------------------- | ---------------- | ---------------- | ----------------- |
| Patrick Schnieder       | CDU              | 37,8             | 30,1              |
| Lena Werner             | SPD              | 27,4             | 27,9              |
| Beate Härig-Dickersbach | AfD              | 6,5              | 7,1               |
| Ralf Markus Berlingen   | FDP              | 7,4              | 11,4              |
| Dorothea Hafner         | GRÜNE            | 6,9              | 9,3               |
| Manuel Eppers           | DIE LINKE        | 2,3              | 2,7               |
| Petra Fischer           | FREIE WÄHLER     | 8,6              | 6,9               |
| Markus Riebschläger     | Die PARTEI       | 1,3              | 0,8               |
| –                       | PIRATEN          | –                | 0,3               |
| Clemens Ruhl            | ÖDP              | 0,5              | 0,3               |
| –                       | NPD              | –                | 0,1               |
| –                       | V-Partei³        | –                | 0,1               |
| –                       | MLPD             | –                | 0,0               |
| Christoph Lutz          | dieBasis         | 1,2              | 1,2               |
| –                       | DiB              | –                | 0,1               |
| –                       | LKR              | –                | 0,0               |
| –                       | Die Humanisten   | –                | 0,1               |
| –                       | Tierschutzpartei | –                | 1,2               |
| –                       | Team Todenhöfer  | –                | 0,2               |
| –                       | Volt             | –                | 0,3               |

### Bundestagswahl 2017
Die Bundestagswahl 2017 fand am Sonntag, dem 24. September 2017 statt. Wahlberechtigt waren 164.480 Personen, von denen 126.879 ihr Wahlrecht nutzten (77,1 %). Die Wahlbeteiligung lag höher als 2013 (71,7 %) und 2009 (71,3 %). Der CDU-Bundestagsabgeordnete Patrick Schnieder konnte den Wahlkreis zum dritten Mal für sich entscheiden.
| Direktkandidat          | Partei                 | Erststimmen in % | Zweitstimmen in % |
| ----------------------- | ---------------------- | ---------------- | ----------------- |
| Patrick Schnieder       | CDU                    | 51,2             | 44,5              |
| Jan Pauls               | SPD                    | 25,7             | 21,8              |
| —                       | Bündnis 90/Die Grünen  | —                | 6,2               |
| Jürgen Krämer           | FDP                    | 7,0              | 10,3              |
| Katharina Penkert       | Die Linke              | 5,5              | 5,9               |
| Beate Härig-Dickersbach | AfD                    | 7,1              | 8,0               |
| —                       | Piratenpartei          | —                | 0,3               |
| Henning Wunderlich      | Freie Wähler           | 2,4              | 1,3               |
| —                       | NPD                    | —                | 0,2               |
| Erik Hofmann            | ÖDP                    | 1,1              | 0,4               |
| —                       | MLPD                   | —                | 0,0               |
| —                       | Bündnis Grundeinkommen | —                | 0,1               |
| —                       | Die PARTEI             | —                | 0,8               |
| —                       | V-Partei               | —                | 0,2               |

### Bundestagswahl 2013
Die Bundestagswahl 2013 fand am Sonntag, dem 22. September 2013, statt.
Es traten 14 Parteien in Rheinland-Pfalz landesweit gegeneinander an. Dies entschied der Landeswahlausschuss in einer öffentlichen Sitzung am 26. Juli 2013 in Mainz. Damit erhielten alle Parteien eine Zulassung, die fristgerecht bis zum 15. Juli ihre Landeslisten und weitere Unterlagen eingereicht hatten.
Die Reihenfolge der zugelassenen Landeslisten auf dem Stimmzettel richtet sich zunächst nach der Zahl der Zweitstimmen, die die jeweilige Partei bei der letzten Bundestagswahl im Land erreicht hat (Listenplätze 1 – 10):
CDU, SPD, FDP, GRÜNE, Die Linke, PIRATEN, NPD, REP, ÖDP und MLPD. Neu kandidierende Listen schließen sich in alphabetischer Reihenfolge ihres Namens an (Listenplätze 11 – 14): Alternative für Deutschland (AfD), Bürgerbewegung pro Deutschland (pro Deutschland), Freie Wähler und die Partei der Vernunft.
| Direktkandidat       | Partei                         | Erststimmen in % | Zweitstimmen in % |
| -------------------- | ------------------------------ | ---------------- | ----------------- |
| Patrick Schnieder    | CDU                            | 56,0             | 52,2              |
| Jens Jenssen         | SPD                            | 26,3             | 22,3              |
| Marco Weber          | FDP                            | 3,2              | 6,1               |
| Alice Endres         | Bündnis 90/Die Grünen          | 4,9              | 6,1               |
| Ali Damar            | Die Linke                      | 3,3              | 4,4               |
| Stefan Trös          | Piratenpartei                  | 1,8              | 1,8               |
| Erich Wilhelm Krames | NPD                            | 0,9              | 0,8               |
| —                    | Die Republikaner               | —                | 0,1               |
| Heide Weidemann      | ÖDP                            | 0,3              | 0,2               |
| —                    | MLPD                           | —                | 0,0               |
| —                    | AfD                            | —                | 3,6               |
| —                    | Bürgerbewegung pro Deutschland | —                | 0,2               |
| Johannes Mans        | Freie Wähler                   | 2,4              | 1,6               |
| Rainer Hoffmann      | Partei der Vernunft            | 0,7              | 0,5               |

### Bundestagswahl 2009
Bei der Bundestagswahl 2009 waren 168.357 Einwohner wahlberechtigt. Die Wahlbeteiligung lag bei 71,3 Prozent und das Ergebnis war wie folgt:
| Direktkandidat          | Partei                | Erststimmen in % | Zweitstimmen in % | Bundestagswahl 2005 Zweitstimmen in % |
| ----------------------- | --------------------- | ---------------- | ----------------- | ------------------------------------- |
| Patrick Schnieder       | CDU                   | 46,1             | 41,0              | 43,9                                  |
| Elke Leonhard           | SPD                   | 24,1             | 19,1              | 30,0                                  |
| Edmund Peter Geisen     | FDP                   | 13,9             | 19,1              | 12,8                                  |
| Ulrike Höfken           | Bündnis 90/Die Grünen | 8,0              | 8,4               | 5,7                                   |
| Hanna Bettina Stratmann | Die Linke.            | 6,9              | 8,2               | 4,6                                   |
| –                       | REP                   | –                | 0,3               | 0,4                                   |
| Mario Winter            | NPD                   | 1,1              | 0,9               | 1,1                                   |
| –                       | PBC                   | –                | 0,1               | 0,2                                   |
| –                       | FAMILIE               | –                | 1,1               | 1,1                                   |
| –                       | MLPD                  | –                | 0,0               | 0,1                                   |
| –                       | PIRATEN               | –                | 1,5               | –                                     |
| –                       | ödp                   | –                | 0,2               | –                                     |

Edmund Peter Geisen (FDP) und Ulrike Höfken (GRÜNE) erhielten ihr Bundestagsmandat über die Landesliste. Am 8. Juni 2011 legte Ulrike Höfken ihr Mandat nieder, für sie rückte Tobias Lindner in den Bundestag nach.